# Les Témoins (roman de Simenon)
Pour les articles homonymes, voir Les Témoins.
Les Témoins est un roman policier de Georges Simenon, publié en 1955 aux Presses de la Cité.
Simenon écrit ce roman à Shadow Rock Farm, Lakeville (Connecticut), États-Unis, en septembre 1954.

## Résumé
Épouse d'un magistrat, Laurence Lhomond est malade et garde la chambre depuis cinq ans. Ses crises, d'origine cardiaque, varient en nombre et en intensité suivant que son mari est plus ou moins absorbé par sa profession. Du moins, c'est ce que remarque Xavier Lhomond, qui finit par se demander si sa femme ne le fait pas exprès.
La veille du jour où il doit présider la Cour d'assises dans un procès où est inculpé un homme qu'on accuse du meurtre de sa femme, Lhomond voudrait, le soir, chez lui, revoir le dossier. Son épouse l'appelle, pressentant une crise. Le médicament auquel elle a recours ne peut lui être administré, car, le jour même, Lhomond a maladroitement brisé la fiole qui le contenait. Bien qu'il ressente les premiers symptômes d'une grippe, il lui faut sortir pour se rendre, malgré l'heure tardive, chez son pharmacien habituel. Celui-ci, un peu sourd, n'ouvrira qu'après un appel téléphonique que Lhomond doit émettre d'un bar voisin. C'est lorsqu'il sort de ce bar que le conseiller Frissart, second assesseur au procès du lendemain, croise Lhomond, non sans quelque surprise. 
Les débats s'ouvrent, dirigés par un magistrat que la grippe a rendu fiévreux. Pendant la suspension d'audience de midi, Lhomond passe chez son médecin, le docteur Chouard, qui, ne pouvant lui prescrire l'alitement, se borne à lui faire une piqûre pour le soutenir. Une réaction de choc ne tarde pas à se manifester, et le président de la cour, au fur et à mesure que se déroule le procès, se représente à la place de l'accusé. Si on l'inculpait, lui, d'avoir tué sa femme, n'y aurait-il pas des témoins à charge ? Par exemple, le conseiller qui l'a vu sortir du bar au milieu de la nuit, le pharmacien qui a dû fournir une potion contenant de la strychnine qu'il avait déjà livrée quelques jours plus tôt, ceux qui n'ignorent pas qu'il couche avec sa dactylo, sans compter le greffier qui, le matin même, avant l'audience, a pu flairer à son haleine une relent d'alcool, parce que, grippé, il avait avalé chez lui un verre de fine pour se remonter... 
Aucune preuve formelle n'existe non plus contre l'accusé Lambert. Sa femme a été transportée morte sur une voie ferrée où on l'a découverte décapitée. Ce soir-là, Lambert était rentré ivre mort et s'était écroulé dans son vestibule. Quant à Mariette, la victime, on sait qu'elle avait de nombreux amants. 
Le défilé des témoins se révèle peu convaincant, tant leurs dépositions sont contradictoires. Réuni avec les magistrats, le jury se prononce, à la majorité des voix, pour l'acquittement de Lambert ; un sourire ironique de ce dernier adressé en guise de merci au président laisse celui-ci perplexe. 
À la sortie du Palais, le docteur Chouard attend Lhomond pour lui annoncer la mort de sa femme survenue dans l'après-midi. Elle souffrait d'une hypertrophie du cœur, mais avait interdit qu'on en parle à son mari. Ainsi Lhomond s'était trompé à son sujet ; il ne l'avait guère vraiment connue pendant leur vie commune. Sa mort est normale : il n'a donc pas à craindre qu'on l'en accuse un jour... 
Il épousera Germaine Stévenard, la dactylo qui est sa maîtresse.

## Aspects particuliers du roman
Dans le cadre de l’appareil judiciaire, un magistrat, à la faveur d’un état second, s’interroge sur les preuves qui fondent la culpabilité en justice. 
Le roman compte de nombreux brefs dialogues et impressions d’audience, ainsi qu'un retour en arrière qui éclaire le passé du personnage principal.

## Fiche signalétique de l'ouvrage

### Cadre spatio-temporel

#### Espace
Une ville de province française, non précisée. 

#### Temps
Époque contemporaine.

### Les personnages

#### Personnage principal
Xavier Lhomond. Président de Cour d’assises. Marié, pas d’enfants. 55 ans.

#### Autres personnages
- Laurence Lhomond, née Pierjac, son épouse, 53 ans
- Dieudonné Lambert, mécanicien, 32 ans
- Mariette Lambert, son épouse, 24 ans
- Jouve, avocate de Lambert, la trentaine
- Les autres magistrats de la cour : Frissart, Delanne et Armemieux.

## Éditions
- Prépublication en feuilleton dans le mensuel Le Nouveau Femina, n° 12-14, de mars à mai 1955, avec des illustrations de Jacques de Pindray.
- Édition originale : Presses de la Cité, 1955
- Tout Simenon, tome 7, Omnibus, 2002  (ISBN 978-2-258-06048-7)
- Livre de Poche, n° 32002, 2010  (ISBN 978-2-253-13394-0)
- Romans durs, tome 10, Omnibus, 2013  (ISBN 978-2-258-09397-3)
- Romans durs, tome 9, Omnibus, 2023  (ISBN 978-2-258-20266-5)

## Source
- Maurice Piron, Michel Lemoine, L'Univers de Simenon, guide des romans et nouvelles (1931-1972) de Georges Simenon, Presses de la Cité, 1983, p. 182-183  (ISBN 978-2-258-01152-6)